# Tatra KT4
Tatra KT4, u Zagrebu poznat pod nadimkom Katica, dvodijelni je tramvaj proizvoden u ČKD Tatri (karoserija) i ČKD Trakce (električna oprema). 

## Konstrukcija
Tatra KT4 je jednosmjerni četveroosovinski dvodijelni tramvaj koji je spojen zglobom za lakše zakretanje. Tramvaj je projektiran za Njemačku zbog toga što tamošnje ulice nisu prilagođene tramvajima širine {2,5 m, te voze i po starim ulicama. Zbog toga je razvijen tip KT4 koji je širok 2,2 m. Tramvaj nema zglob tipa Jakobs zato da bi se laganije prolazilo kroz zavoje. KT4 ima dvoja vrata u svakom dijelu. Tramvaj ima električnu opremu UA 15P (dioda) ili UA 17P (tiristori TV3). Tramvaji mogu imati motore TE 022 ili TE 023. 
Za tramvaj je moguće ugraditi postolja za 1435 mm, ali i kolosijek širine 1524 ili 1000 mm. 

## Prototip
Prvi tramvaj Tatra KT4 je modifikacija tramvaja K1 (g.b. 7000). Prototip je dobio isti garažni broj. Konstrukcija tog tramvaja je bila drukčija jer je odrezano pola karoserije tramvaja K1 te je bio bez srednjeg postolja. Tramvaj je testiran u Pragu, zatim je poslan u Liberec. Tamo je testiran od 1972. do 1973. Zatim je poslan natrag u Prag gdje je dobio tiristore te je dobio broj 8004. Tramvaj je probno vozio do 1977. godine, kada je rashodovan.
Dva prototipa tramvaja KT4 su proizvedeni 1973. godine (brojevi 8001 i 8002). Nakon probne vožnje tramvaji su prodani 1974. godine u Potsdam. Tamo su pod brojevima 001 i 002 vozili do 1989. godine. Drugi prototip je izrezan, a prvi je uvršten po povijesna vozila.
Za prodaju tramvaja KT4 su se zainteresirali javni prijevoznici u bivšem Sovjetskom Savezu. Zbog toga su proizvedeno dva tramvaja (prototipni). Tramvaji su bili imali naziv KT4SU, te su dobili brojeve 8007 i 8008, koji su nakon probne vožnje prodani u Lavov, gdje su dobili garažne brojeve 1 i 2. Četiri godina nakon prodaje, tramvaji su dobili brojeve 1001 i 1002. Tramvaji su vozili do 1998. godine.
Godine 1983. proizvedeno je još tramvaja kao tip KT4t (tramvaj KT4 s tiristorima TV3). Tramvaji su dobili brojeve 0014 i 0015. Po probama u Pragu su tramvaji prodani u Berlin, gdje su dobili brojeve 219 303 i 219 302. 1992. godine su dobili brojeve 9002 i 9003. Tri godine nakon toga su modernizirani na tip KT4Dm, te su dobili brojeve 7011 i 7012.
Godine 1986. prodan je tramvaj KT4 broj 0023 kao radno vozilo. Daljnja događanja nisu otkrivena.

## Tipovi, rekonstrukcije i modernizacije
- KT4D (Njemačka)
- KT4SU (bivši Sovjetski Savez)
- KT4YU (bivša Jugoslavija)
- KT4K (za Sjevernu Koreju, tramvaji bez zgloba)
- KT4Dt (za Njemačku, tiristori TV3 (jedan tramvaj ovog tipa vozi u Zagrebu))
- KT4M-YUB (tramvaji za Beograd proizvedeni 1997. godine)
- KT4Dm (modernizacija tramvaja u Berlinu)
- KTNF6 i KTNF8 (modernizacije sa srednjim niskopodnim dijelom)

## Prodaja tramvaja
Od 1973. do 1997. godine je prodano 1748 tramvaja.
| Država   | Grad                     | Tip      | Godine prodaje | Prodano tramvaja | Garažni brojevi po prodaji     | Izmjene                                                   | Izvori |
| -------- | ------------------------ | -------- | -------------- | ---------------- | ------------------------------ | --------------------------------------------------------- | ------ |
| Estonija | Tallinn                  | KT4SU    | 1980. – 1990.  | 73               | 51-123                         |                                                           |        |
| Hrvatska | Zagreb                   | ∑        | 1985. – 1987.  | 51               |                                |                                                           |        |
| Hrvatska | Zagreb                   | KT4YU    | 1985. – 1986.  | 50               | 301-350                        |                                                           | [ 4 ]  |
| Hrvatska | Zagreb                   | KT4Dt    | 1987.          | 1                | 351                            |                                                           | [ 5 ]  |
| Latvija  | Liepāja                  | KT4SU    | 1983. – 1988.  | 22               | 216-235                        | brojevi 220 i 221 ponovljeni dva puta                     |        |
| Njemačka | Berlin                   | ∑        | 1976. – 1987.  | 574              |                                |                                                           |        |
| Njemačka | Berlin                   | KT4D     | 1976. – 1987.  | 475              | Pogledaj: Pregled g.b.: Berlin |                                                           |        |
| Njemačka | Berlin                   | KT4Dt    | 1983. – 1987.  | 99               | Pogledaj: Pregled g.b.: Berlin |                                                           |        |
| Njemačka | Brandenburg an der Havel | KT4D     | 1979. – 1982.  | 16               | 170-185                        |                                                           |        |
| Njemačka | Erfurt                   | KT4D     | 1976. – 1990.  | 156              | 401-555                        | broj 404 ponovljen dva puta                               |        |
| Njemačka | Frankfurt na Odri        | KT4D     | 1987. – 1990.  | 34               | 201-234                        |                                                           |        |
| Njemačka | Gera                     | KT4D     | 1978. – 1990.  | 60               | 301-344, 348-363               |                                                           |        |
| Njemačka | Görlitz                  | KT4D     | 1983. – 1990.  | 11               | 001-011                        |                                                           |        |
| Njemačka | Gotha                    | KT4D     | 1981. – 1982.  | 6                | 301-306                        |                                                           |        |
| Njemačka | Cottbus                  | KT4D     | 1978. – 1990.  | 65               | 1-65                           |                                                           |        |
| Njemačka | Leipzig                  | KT4D     | 1976.          | 8                | 1301-1308                      |                                                           |        |
| Njemačka | Plauen                   | KT4D     | 1976. – 1988.  | 35               | 201-235                        |                                                           |        |
| Njemačka | Potsdam                  | KT4D     | 1974. – 1983.  | 45               | 001-045                        | broj 011 ponovljen dva puta, 001, 002-prototipni tramvaji |        |
| Njemačka | Zwickau                  | KT4D     | 1987. – 1990.  | 32               | 928-954                        | brojevi 945-949 ponovljeni dva puta                       |        |
| Rusija   | Kalinjingrad             | KT4SU    | 1987. – 1994.  | 41               | 401-441                        |                                                           |        |
| Rusija   | Pjatigorsk               | KT4SU    | 1988. – 1994.  | 35               | 120-154                        |                                                           |        |
| Srbija   | Beograd                  | ∑        | 1980. – 1997.  | 220              |                                |                                                           |        |
| Srbija   | Beograd                  | KT4YUB   | 1980. – 1990.  | 200              | 201-400                        |                                                           |        |
| Srbija   | Beograd                  | KT4M-YUB | 1997.          | 20               | 401-420                        | električna oprema TV14Z (IGBT)                            |        |
| Ukrajina | Jevpatorija              | KT4SU    | 1987. – 1990.  | 18               | 30-47                          |                                                           |        |
| Ukrajina | Lavov                    | KT4SU    | 1976. – 1988.  | 145              | 1001-1145                      |                                                           |        |
| Ukrajina | Vinnicja                 | KT4SU    | 1980. – 1990.  | 81               | 148-228                        |                                                           |        |
| Ukrajina | Žitomir                  | KT4SU    | 1981. – 1987.  | 20               | 19-38                          |                                                           |        |

- Pregled g.b.: Berlin
  - KT4D = 219 001 - 219 291, 219 304 - 219 312, 219 321 - 219 417, 219 475 - 219 552.
  - KT4Dt = 219 292 - 219 303, 219 418 - 219 474, 219 553 - 219 582.

Ovo je tablica dolaska vozila (odmah iz tvornice). Tramvaji su prodavani u druga mjesta, pa tako i tamo gdje nisu nikada vozili.
U puno gradova, kupljeni tramvaji još uvijek voze (u Njemačkoj su često modernizirani). U Češkoj jedini tramvaj KT4 je u Liberecu (originalno je vozio u Geri).

## Povijesna vozila
| Grad    | Garažni broj | Izmjene       |
| ------- | ------------ | ------------- |
| Potsdam | 001          | prvi prototip |
| Leipzig | 1308         |               |
| Gera    | 320          |               |
| Berlin  | 9481 i 9482  |               |

## Galerija
- Tatra KT4DtM u Szczecinu
- Tatra KT4M-YUB u Beogradu
- Tatra KT4SU u Tallinnu
- Tatra KT4DM u Szegedu
- Tatra KT4Dt u Berlinu prije modernizacije
- Prototip Tatra KT4D u Potsdamu
- Tatra KT4SU u Žitomiru